# Lose Your Mind
Lose Your Mind è un singolo della cantante sudcoreana BoA, pubblicato nel 2007.

## Tracce
CD
1. Lose Your Mind (featuring Yutaka Furukawa from Doping Panda)
2. Smile Again
3. Lose Your Mind (featuring Yutaka Furukawa from Doping Panda) (Instrumental)
4. Smile Again (Instrumental)

DVD
1. Lose Your Mind (featuring Yutaka Furukawa from Doping Panda) (Music Clip)